# Daman (huyện), Afghanistan
Daman là một huyện thuộc tỉnh Kandahar, Afghanistan. Dân số thời điểm năm 1999 là 24,494 người.